# 枝正義郎
枝正 義郎（えだまさ よしろう、明治21年（1888年）9月22日 - 昭和19年（1944年）9月8日）は、広島県出身の映画監督、カメラマン。　円谷英二を初め多くの秀でた監督やカメラマンを育てた日本映画初期の先覚者。映画技術者の草分け。

## 来歴
広島県佐伯郡玖島村（現・廿日市市玖島）生まれ。学歴は不詳。上京して明治41年（1908年）日本で最初に映画の興行に着手したといわれる吉沢商店（日活の前身の一つ）に入り、目黒行人坂撮影所で千葉吉蔵に師事、シゴキ抜かれ現像と撮影技術を学ぶ。少年時代から目黒撮影所で指導を受けていたという説もある。その後、福宝堂（日活の前身の一つ）、東洋商会と移籍し大正3年（1914年）、その両社合併により生まれた新会社・天然色活動写真株式会社（天活）へ転じ撮影技師となる。ここでは沢村四郎五郎、市川莚十郎の旧劇映画を撮影。
この頃の日本の映画界は、外国製の映画から国産の映画に人気が移り始めた時期で、特に日本映画最初のスター尾上松之助と、日本映画の父こと牧野省三コンビによる日活映画が隆盛を極め、各社ともこぞってこれに追随した。牧野が量産した映画は、カットアウトや逆回転、二重露出などを用いた忍術映画、妖怪・怪獣映画などの子供向けチャンバラ映画で、牧野はトリック撮影・特撮映画の元祖でもあるが、天活の技術部長となった枝正は、安易に量産されるこうした映画の風潮を嫌い、また国産でも外国映画に負けない良質な映画を製作しようと様々な技術開発を進める。当時は舶来の映画（洋画）はレベルの高いものとされ、邦画は誰も文化などとは考えず、子供向けのものといった選別が一般的であった。枝正は沢村四郎五郎、市川莚十郎を主演に牧野チームより良質なトリック撮影を行う。大正6年（1917年）に撮った連続活劇「西遊記」は、長尺の二千～三千フィートの作品で、四郎五郎の孫悟空が雲に乗って飛ぶところを移動撮影でとらえたりする工夫がこらされ、枝正の創意が示されていた。カメラ技巧には早くから一見識を持ち、枝正の撮影した作品は、他社作品に比べ遥かに場面転換が多く、他にも大写し、絞りこみなどを各作品に多用、また現場焼付も流麗に仕上げられ、トリックの名手として世に知られた。
またこのころ、当時おもちゃ工場で働いていた円谷英二と偶然、飛鳥山の花見の席で出会い、喧嘩の仲裁で仲良くなると円谷（この頃はまだ本名、英一と名乗った）を気に入った枝正は渋る円谷を無理やり映画界入りさせる。日本映画の底上げをしようと考えていた枝正にとって現行のスタッフでは物足らず、日本ではまだ珍しい飛行機の知識を持ち、玩具で新しいアイデアですぐに成功する円谷は、枝正にとって魅力があった。枝正が毎日根気よく円谷の下宿を訪ねてきたため、根負けして円谷は承諾したと言われている。また枝正の紳士かつ、誠実な人柄も最終的に円谷の心をとらえたとされる。自分が見込んだ男だけあって、枝正は円谷に映画作りの基礎からを熱心に教えた。後年、円谷は自分の作品を常に海外作品と比べてどうか、海外と技術の差があるかと比較した。各国の特殊技術水準を、国を並べるようにして論じる癖があったが、これも海外作品に負けないような映画を、ライフワークとした師匠・枝正の影響に他ならない。
大正7年（1918年）、天活日暮里で旧劇撮影の傍ら、製作・脚本・演出(監督)・撮影も全て枝正の手によっておこなわれた監督第一作「哀の曲」を撮る。この映画は帰山教正のようなアメリカ式の理論から出発したのではなく、撮影技術者としての進歩的なアンビシャスが枝正を駆ったものともいわれ、また海外にも通用するような作品を目指して製作された意欲的な恋愛劇としてで注目された。粗筋は台湾の蛮地を背景にしたロマンスであった（尚、この映画で初めて円谷はカメラを握り、タイトル部分を撮影している）。その後作った「島の娘」「女兵士」「血染めの軍旗」などと共に枝正作品にはしっとりとして味があり、舞台映画といわゆる映画劇との中間的形式に成功した。枝正を始め優秀な技術者に恵まれた天活の作品水準は、当時の日本では群を抜くものであったが、当時の観客には必ずしも受け入れられたとは言えず、チャンバラ映画粗製濫造の風潮には勝てず経営に苦心した。

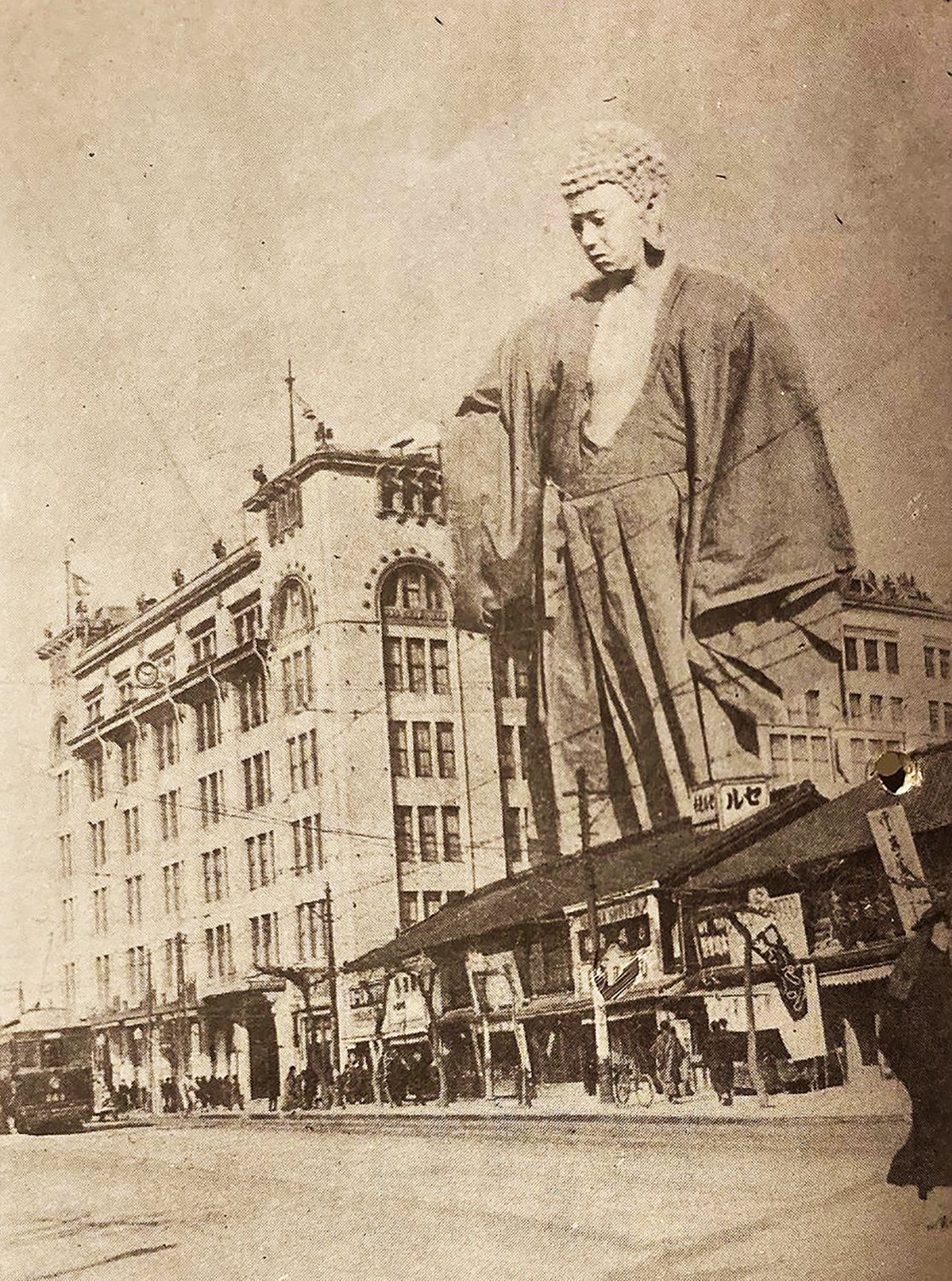
『大仏廻国』（1934年）

大正10年（1921年）、撮影技術研究のためアメリカに渡るが、帰国すると天活は国活に買収されていた。技師長となった枝正は、ここでも幻想的な時代劇「幽魂の焚く炎」を撮り野心作と高い評価を得た。大正12年（1923年）、関東大震災で国活も崩壊。翌年松竹下加茂に移りこれ以降は監督に専念、昭和2年（1927年）、阪妻プロへ移り「護国の鬼」やダイナミックな演出で阪妻の代表作となった「坂本竜馬」などを発表。翌年東亜キネマに監督部長として迎えられるが退社して独立し、昭和9年（1934年）、得意のトリック撮影を生かして「大仏廻国・中京篇」を自主制作した。以降は大都映画技術部総務、大映多摩川撮影所庶務課長を歴任し昭和19年（1944年）、結核のため死去。享年55。
広島出身の映画人としては小谷ヘンリーと並ぶ先覚者である。
門下から円谷を初め三木茂（撮影）、長井信一（撮影）ら秀でた才能を輩出した。特に円谷は枝正に会っていなければ、映画界には入って来なかっただろうと言われている。 　　　　　　